# Navier-Stokesove enačbe
Navier-Stokesove enáčbe [navjé-stôuksove ~] v mehaniki tekočin so sistem nelinearnih parcialnih diferencialnih enačb, ki opisujejo nestacionarno gibanje stisljive newtonske viskozne tekočine. Enačbe se izpeljejo iz enačbe gibanja, v katero se vstavi zakon tečenja za newtonsko tekočino. V vektorskem zapisu:
{\displaystyle \rho \left({\frac {\partial {\vec {\mathbf {v} }}}{\partial t}}+({\vec {\mathbf {v} }}\cdot \nabla ){\vec {\mathbf {v} }}\right)=\rho {\vec {\mathbf {f} }}_{m}-\nabla p+2\nabla \cdot (\eta {\dot {\epsilon }})-{\frac {2}{3}}\nabla \left[\eta (\nabla \cdot {\vec {\mathbf {v} }})\right]\!\,}
so zgornje Navier-Stokesove enačbe.